# داريان تومسون
داريان تومسون (بالإنجليزية: Darian Thompson)‏ هو لاعب كرة قدم أمريكية أمريكي، ولد في 22 سبتمبر 1993 في لانكستر في الولايات المتحدة.

## وصلات خارجية
- داريان تومسون على موقع مرجع كرة القدم المحترفة.كوم (الإنجليزية)